# Santa Branca
Santa Branca là một đô thị ở bang São Paulo của Brasil, trong tiểu vùng São José dos Campos. Đô thị này nằm ở vĩ độ 23°23'48" độ vĩ nam và kinh độ 45°53'02" độ vĩ tây, trên khu vực có độ cao 648 m. Dân số năm 2004 ước tính là 14.397 người. 

## Thông tin nhân khẩu
Dữ liệu dân số theo điều tra dân số năm 2000
Tổng dân số: 13.010
- Urbana: 11.721
- Rural: 1.289
- Homens: 6.575
- Mulheres: 6.435

Mật độ dân số (người/km²): 47,31
Tỷ lệ tử vong trẻ sơ sinh dưới 1 tuổi (trên một triệu người): 12,84
Tuổi thọ bình quân (tuổi): 72,92
Tỷ lệ sinh (số trẻ trên mỗi bà mẹ): 2,61
Tỷ lệ biết đọc biết viết: 90,27%
Chỉ số phát triển con người (HDI-M): 0,796
- Chỉ số phát triển con người - Thu nhập: 0,705
- Chỉ số phát triển con người - Tuổi thọ: 0,799
- Chỉ số phát triển con người - Giáo dục: 0,884

(Nguồn: IPEADATA)